# Gare de Vic-le-Comte
Gare de Vic-le-Comte – stacja kolejowa w Vic-le-Comte, w departamencie Puy-de-Dôme, w regionie Owernia-Rodan-Alpy, we Francji.
Jest stacją Société nationale des chemins de fer français (SNCF), obsługiwanym przez pociągi TER Auvergne.

## Położenie
Znajduje się na wysokości 351 m n.p.m., na km 437,206 linii Saint-Germain-des-Fossés – Nîmes, pomiędzy przystankami Les Martres-de-Veyre i Parent - Coudes - Champeix.